# Акопян, Артур Грачьевич
Арту́р Гра́чьевич Акопя́н (арм. Արթուր Հակոբյան; род. 28 сентября 1961, Ереван, Армянская ССР) — советский гимнаст, двукратный чемпион СССР в опорном прыжке (1981, 1983), трёхкратный чемпион мира в командном первенстве (1979, 1981) и опорном прыжке (1983). Заслуженный мастер спорта СССР (1983).

## Биография
Артур Акопян начал заниматься спортивной гимнастикой в 1969 году под руководством Генриха Ванисяна. В 1977 году выиграл чемпионат СССР среди юниоров в абсолютном первенстве. С 1978 года входил в состав национальной сборной СССР. В 1979 году был чемпионом мира в командном первенстве. В 1980 году из-за травмы не смог принять участие в Олимпийских играх в Москве.
В 1981 году Артур Акопян стал чемпионом СССР в опорном прыжке и вошёл в состав сборной СССР на чемпионате мира в Москве. На этом турнире он выиграл серебряные медали в соревнованиях на перекладине и в опорном прыжке, а также стал чемпионом мира в командных состязаниях. Тогда же ему удалось войти в историю как первому гимнасту, который смог исполнить на соревнованиях опорный прыжок «Цукахара с двумя винтами». В 1983 году он повторил свой успех на чемпионате СССР, а на чемпионате мира в Будапеште стал чемпионом мира в опорном прыжке, завоевал серебряную медаль в командном первенстве и бронзовую медаль в многоборье. Решение политического руководства СССР о бойкоте советскими спортсменами Олимпийских игр в Лос-Анджелесе не позволило Артуру Акопяну принять участие в Олимпиаде. В 1985 году во время подготовки к чемпионату мира в Монреале, он получил тяжёлую травму колена, после которой уже не смог полностью восстановиться и в 1988 году был вынужден завершить свою спортивную карьеру.
С 1988 по 1989 год Артур Акопян работал тренером в ереванской Детско-юношеской спортивной школе. В 1989 году переехал в США, где продолжил заниматься тренерской деятельностью в лос-анджелесском гимнастическом центре «All Olympia». Среди его учениц чемпионка США в вольных упражнениях (2010), серебряный призёр чемпионата мира в командных соревнованиях (2010) Мэтти Ларсон и трёхкратная чемпионка США среди юниоров в упражнениях на бревне (2007, 2008) и разновысоких брусьях (2008) Саманта Шапиро, чемпионка мира в командном первенстве и опорном прыжке (2011), олимпийская чемпионка в командном первенстве и серебряный призер в опорном прыжке (2012) Маккайла Марони.